# Patricia Navidad
Ana Patricia Navidad Lara (ur. 20 maja 1973 w El Carrizal, Sinaloa) – meksykańska piosenkarka i aktorka. W Polsce znana między innymi z roli Mimi w telenoweli Ja, ona i Eva.

## Wybrana filmografia
| Rok  | Telenowela                        | Rola                                             |
| ---- | --------------------------------- | ------------------------------------------------ |
| 2017 | Przeklęta (Mi Adorable Maldición) | Apolonia Ortega de Galicia                       |
| 2014 | Qué Pobres tan Ricos              | Hortensia                                        |
| 2012 | Ja, ona i Eva                     | Mimi de la Rose                                  |
| 2011 | Zacatillo, un lugar en tu corazon | Zorayda                                          |
| 2009 | Mujeres Asesinas 2                | Concha Garrido Capitulo: Las Garrido, codiciosas |
| 2008 | Juro Que Te Amo                   | Antonia Madrigal                                 |
| 2006 | La Fea Más Bella                  | Alicia Ferreira de Mora                          |
| 2004 | La Otra                           | Brenda                                           |
| 2003 | Zaklęte serce                     | Yadira Guerrero                                  |
| 2002 | Ścieżki miłości                   | Rocio                                            |
| 2001 | El Manantial                      | Maria Magdalena "Malena" Osuna                   |
| 1998 | Ángela                            | Ximena Chavez                                    |
| 1997 | El Alma no tiene color            | Sarita                                           |
| 1996 | Cañaveral de pasiones             | Mireya                                           |
| 1995 | Acapulco, Cuerpo y Alma           | Clara                                            |
| 1994 | Más allá del puente               | Rosalia                                          |
| 1994 | Marimar                           | Isabel                                           |
| 1993 | Los Parientes Pobres              | Esmeralda                                        |
| 1992 | Maria Mercedes                    | Iris                                             |